# 971 TCN
971 TCN là một năm trong lịch La Mã.